# Sam Lundholm
Sam Lundholm, född 1 juli 1994 i Stockholm, är en svensk fotbollsspelare som spelat för bland annat IK Sirius, AIK och NEC Nijmegen. Han inledde sin karriär som senior med allsvensk fotboll för AIK. Både hans far Johan Johansson och hans farfar Hans Johansson har spelat i allsvenskan. Fadern spelade också för AIK medan farfadern spelade för Djurgården.

## Klubbkarriär
Sam kom till klubben från IFK Vaxholm via Viggbyholms IK och tillhörde sedan AIK från 2012. I februari 2013 flyttades han upp i A-truppen.
Lundholm gjorde sitt första allsvenska mål den 31 augusti 2014 i en 4–2-vinst över IFK Norrköping.
I augusti 2015 värvades Lundholm av nederländska NEC Nijmegen, där han skrev på ett treårskontrakt. I januari 2017 lånades Lundholm ut till danska Randers FC.
Den 19 juli 2017 värvades Lundholm av IK Sirius, där han skrev på ett 4,5-årskontrakt. Han blev framröstad som årets spelare i Sirius 2019. Efter två säsongers skador utan spel förnyades inte kontraktet med IK Sirius.

## Landslagskarriär
Lundholm spelade sju landskamper och gjorde ett mål för Sveriges U19-landslag under 2013. Den 31 mars 2015 debuterade Lundholm i U21-landslaget i en 6–0-vinst över Norge, där han även gjorde två av målen.